# غراهام إليس
غراهام إليس (بالإنجليزية: Graham Ellis)‏ هو لاعب اتحاد الرغبي بريطاني، ولد في 6 أبريل 1965 في هاويك ‏ في المملكة المتحدة.